# Aristotelia (plant)
Aristotelia is een geslacht uit de familie Elaeocarpaceae. De soorten komen voor op het zuidelijk halfrond, in Australië, Nieuw-Zeeland, het Pacifisch gebied en zuidelijk Zuid-Amerika.

## Soorten
- Aristotelia australasica F.Muell.
- Aristotelia chilensis (Molina) Stuntz
- Aristotelia fruticosa Hook.f.
- Aristotelia peduncularis (Labill.) Hook.f.
- Aristotelia serrata (J.R.Forst. & G.Forst.) Oliv.

## Hybriden
- Aristotelia × colensoi Hook.f.